# 河嶋陶一朗
河嶋 陶一朗（かわしま とういちろう、1974年11月1日 - ）は、冒険企画局所属のゲームデザイナー。妻は同じ冒険企画局のイラストレーター落合なごみ。

## 来歴
島根県松江市生まれ。京都精華大学出身。同人時代の1996年にオリジナルのテーブルトークRPG「サタスペ」を発表。その独特な世界とプレイ感覚でカルトな人気を得る。後に冒険企画局所属となり、各所でゲームデザインやライティングを行っている。
ゾンビ映画愛好家であり、俳優のケン・フォリーのファン。インディアナポリスで毎年夏に開催されるゲームコンベンションのGen Conで『迷宮キングダム』のゲームマスターをした際には、会場でフォリー本人に会い、感激してサインをもらった。また、エッセンのテーブルゲームイベントSpielに出展した際には、酒場の打ち上げパーティで、火を噴く余興に参加した。

## 作品

### サタスペ・シリーズ
- サタスペ（同人誌として発表）
- サタスペ Re-MIX 99（同人誌として発表）
- サタスペ REmix+
- アジアンパンクRPG サタスペ
  - 『サタスペ リプレイ アジアンパンク GOGO!』　新紀元社 - リプレイ (TRPG)
  - 『サタスペ サプリメント ロケットNo.1』　新紀元社 - サプリメント (TRPG)
  - 『サタスペ エキスパンション デッドマン・ウォーキング』　新紀元社 - 独立型エキスパンション
  - 『サタスペ 15周年記念サプリメント サタスペ・スペシァル』　新紀元社 - サプリメント

### 迷宮キングダム・シリーズ
- 迷宮キングダム
  - 『迷宮キングダム・リプレイ1　黙示録の乙女』　富士見書房〈リプレイ富士見ドラゴンブック〉 - リプレイ
  - 『迷宮キングダム・リプレイ2　災厄の王子』　富士見書房〈富士見ドラゴンブック〉 - リプレイ
  - 『迷宮キングダム・リプレイ　女王の帰還』　新紀元社〈Role＆Roll Books〉 - リプレイ
  - 『迷宮キングダム・サプリメント　猟奇戦役』　冒険企画局 - サプリメント
  - 『シニカルポップ・ダンジョンシアター　迷宮デイズ』　冒険企画局 - 独立型エキスパンション
  - 『迷宮キングダム・サプリメント　大殺階域』　冒険企画局 - サプリメント

### サイコロフィクション・シリーズ
- 『ご近所メルヒェンRPG ピーカーブー』 新紀元社〈Role＆Roll Books〉
- 『現代忍術バトルRPG シノビガミー忍神』 新紀元社〈Role＆Roll Books〉
  - 『シノビガミ リプレイ シノビガミ弐 刃魔激突』 新紀元社〈Role＆Roll Books〉
  - 『シノビガミ リプレイ シノビガミ参 るつぼ奇譚』 新紀元社〈Role＆Roll Books〉
  - 『シノビガミ リプレイ シノビガミ死 棄神宮殿』 新紀元社〈Role＆Roll Books〉
  - 『シノビガミ リプレイ シノビガミ乱 不帰城』 新紀元社〈Role＆Roll Books〉
  - 『シノビガミ リプレイ シノビガミ怪 冥王裁判』 新紀元社〈Role＆Roll Books〉
  - 『シノビガミ リプレイ シノビガミ龍 龍動忍法帖』 新紀元社〈Role＆Roll Books〉
  - 『シノビガミ リプレイ シノビガミ悪 七人の悪魔忍者』 新紀元社〈Role＆Roll Books〉
  - 『シノビガミ・リプレイ戦１ 事無草、咲く』 富士見書房〈富士見ドラゴンブック〉 - リプレイ
  - 『シノビガミ・リプレイ戦２ 妖狐、中天に舞う』 富士見書房〈富士見ドラゴンブック〉 - リプレイ
- 『魔道書大戦RPG マギカロギア』 新紀元社〈Role&Roll Books〉
  - 『マギカロギア リプレイ 幻惑のノスタルジア』 新紀元社〈Role＆Roll Books〉
  - 『マギカロギア リプレイ 大夢消滅』 新紀元社〈Role＆Roll Books〉
- 『マルチジャンル・ホラーRPG インセイン』 新紀元社〈Role&Roll Books〉
- 『艦隊これくしょん -艦これ- 艦これRPG』KADOKAWA（富士見書房）

### その他のTRPG
- 『BEAST BIND 魔獣の絆 R.P.G』 - コンセプト・デザイン。
- 『.hack//無限増殖』 - .hackシリーズに基づくゲーム。『.hack//The World』誌に掲載。
- 『恋と冒険の学園TRPG エリュシオン』 - ゲームデザイン
  - 『エリュシオン リプレイ 恋と冒険の殺戮力学』 新紀元社 - リプレイ、ゲームデザイン
- 『神話創世RPG アマデウス』 河嶋陶一朗／冒険企画局、富士見書房、2015年、319頁。ISBN 978-4-04-070764-8
- 『初音ミクTRPG』 - 初音ミクを代表にクリプトン・フューチャー・メディア社の展開するボーカロイドの楽曲に基づくゲーム。
  - 『初音ミクTRPG ココロダンジョン』 - KADOKAWA
  - 『初音ミクTRPG ココロセッション feat.鏡音リン・レン』 - KADOKAWA

### リプレイのプレイヤー
- 『サタスペ』 - ソニア千葉、守田狐太郎
- 『ハンターズ・ムーン』 - シリウス
- 『迷宮キングダム』 - アンブレラ
- 『艦隊これくしょん -艦これ- 艦これRPGリプレイ 願いは海を越えて』1巻 - 木曽

### ゲームブック
- 『迷宮キングダム ブックゲーム モービィ・リップからの脱出』 新紀元社〈Role＆Roll Books〉 - 監修。フーゴ・ハル著
- 『迷宮キングダム ブックゲーム 虹河の大冒険』 新紀元社〈Role＆Roll Books〉 - 監修。フーゴ・ハル著

### カードゲーム
- 『仮面ライダーTCG RIDERS' LEGEND』 バンダイ - ゲームデザイン
- ダンガンゲーム「シロとクロ」 『ダンガンロンパ 希望の学園と絶望の高校生 The Animation』DVD収録 - ライティング。

### 雑誌
- 「Role & Roll」　新紀元社
- 『やっぱりボードゲームが好き！』（「ゲームぎゃざ」） ホビージャパン - テーブルゲームの紹介記事。連載終了